# Lex Gaarthuis
Lex Gaarthuis (IJmuiden, 1 november 1983) is een Nederlands radio-dj.

## Levensloop
Gaarthuis begon op zijn tiende met het maken van radio op cassettebandjes vanuit zijn kamer. Op zijn zestiende ging hij aan de slag bij Super FM in Velsen. Zijn programma's waren ook op de lokale televisie te zien. In de jaren daaropvolgend draaide hij achtereenvolgens bij AB-Radio (Bloemendaal), Radio Beverwijk, Beatradio.nl en BEAT FM (Heiloo). Hier deed hij ook diverse productiewerkzaamheden voor andere programma's en was zijn stem te horen in jingles en reclameboodschappen.
In april 2004 werd Gaarthuis naar internetstation Baja Radio gehaald om het middagprogramma te presenteren. Na het weer oppakken van een studie en het stoppen van Baja Radio richtte hij internetstation Radio Just4U op, waar hij programmadirecteur werd en diverse programma's presenteerde. In 2006 kwam Gaarthuis terecht bij de landelijke radio:
- 2006-2007: 100% NL. Door een reorganisatie verdween hij in 2007 weer uit de programmering.
- 2008-2010: SLAM!FM.
- 2010-2011: BNN op 3FM.
- 2011-2013: SLAM!FM (ochtendprogramma Warming Up, 6.00-10.00 uur, en op zaterdagmiddag de SLAM!40, 15.00-18.00 uur).
- 2013-2016: 100% NL (ochtendprogramma Goeiemorgen Lex, 06.00-10.00 uur).
- 2016-heden: Radio 10
  - 2017-2018: ochtendprogramma Goeiemorgen Lex, 06.00-10.00 uur.
  - Vanaf september 2018: elke maandag tot en met donderdag het avondprogramma Laat met Lex tussen 21.00 uur en middernacht.
  - 2021: vanaf 25 april 2021 elke zondag tussen 12.00 en 13.00 uur: De 10 van...
  - 2022: vanaf 3 september 2022 t/m mei 2024 elke zaterdag en zondag tussen 12.00 en 15.00 uur: Is het al weekend?
  - 2024: vanaf 3 juni 2024 tussen 06.00 en 10.00 uur: Radio 10 Ochtendshow.

## Coronavirus
Op 5 februari 2020 liet Gaarthuis in Laat met Lex een tekst van zijn hand ten gehore brengen in zijn programma op Radio 10.  Het carnavalslied Voorkomen is beter dan Chinezen ging over de uitbraak van het coronavirus in China. Er kwamen zinsnedes in voor als "Vreet geen chinees, dan heb je niets te vrezen" en "Het komt allemaal door die stinkchinezen". De tekst, gezongen op de melodie van het carnavalslied Polonaise Hollandaise van Arie Ribbens, vormde de aanleiding voor een online petitie tegen discriminatie van Aziaten vanwege het coronavirus. De indieners wezen op kwetsende opmerkingen en flauwe grappen die gemaakt werden over het coronavirus en mensen met een Aziatisch uiterlijk. Na de ontstane ophef boden de directie van Radio 10 en Gaarthuis excuses aan. Zevenenvijftig organisaties uit de Chinese gemeenschap in Nederland deden gezamenlijk aangifte wegens het 'discriminerende en haatzaaiende' karakter van het lied. Het Openbaar Ministerie  kwam na onderzoek tot de conclusie dat het een satirisch bedoelde tekst betrof die niet onnodig grievend was.